# Gamma Ray log
Il Gamma Ray log, abitualmente indicato come GR, è un log geofisico di foro che misura la radiazione naturale, che caratterizza ogni roccia della crosta terrestre, lungo il profilo di un pozzo perforato o in perforazione. Si tratta di una registrazione geofisica, visuallizzata sotto forma di curva, che viene effettuata sia con attrezzature wireline o LWD (logging while drilling) per scopi di attività mineraria, a scopo stratigrafico e correlativo nelle fasi di ricerca e produzione di idrocarburi, perforazione di pozzi ad acqua, esplorazione geotermale, per la valutazione del giacimento.

## Principio base

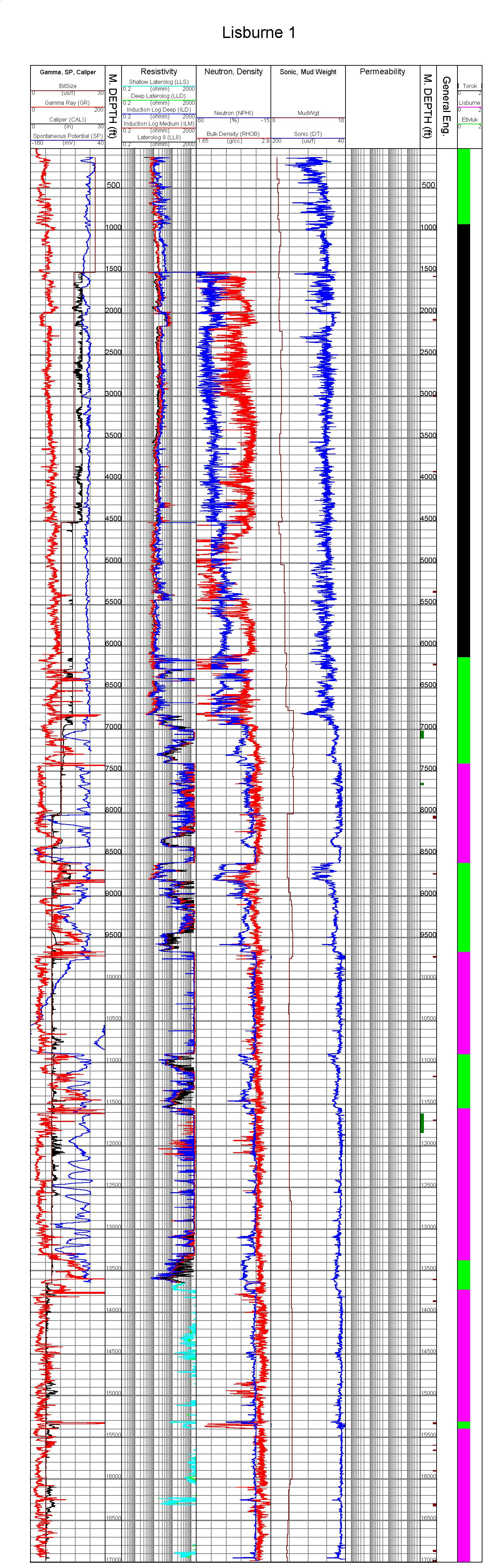
Esempio di Gamma Ray log. La curva rossa a sinistra indica i valori di raggi gamma misurati

Ciascuna roccia presente nella crosta terrestre è caratterizzata da un suo livello di radioattività naturale rocce, caratterizzata da una quantità e uno spettro di raggi gamma emessi. In particolare, tra le rocce sedimentarie le argille solitamente emettono un maggior numero di raggi gamma rispetto ad altre rocce sedimentarie, come arenaria, gesso, salgemma, carbone, dolomia o calcare perché il potassio, che si trova sempre presente nel reticolo cristallino delle argille, contiene un isotopo radioattivo inoltre la Capacità di scambio cationico delle argille le induce ad assorbire atomi di uranio e torio. Conseguentemente si registra una differenza di radioattività tra argille e arenarie oppure tra argille e rocce carbonatiche che consente di utilizzare questa curva per distinguere tra argille e rocce non argillose.
Il Gamma Ray log, come altri tipi di log, è normalmente registrato discendendo uno strumento verso il fondo del foro e registrando regolarmente la variazione della radiazione gamma con la profondità, con un campionamento abituale di una lettura ogni 10 cm o di maggior dettaglio. Le radiazioni gamma sono di solito registrate in scala di unita API, una scala creata dall'industria dall'industria petrolifera, con valori utili rispetto ai valori di radioattività naturale delle normali rocce sedimentarie. Altrimenti è possibile trovare registrazioni in count/seconds Le registrazioni del GR risultano attenuate dal diametro del foro del pozzo, dalle proprietà del fango di perforazione che riempie il foro, ma perché questi log sono più spesso utilizzati in modo qualitativo, non sono sempre necessarie correzioni ambientali.
Un vantaggio del GR rispetto ad altri tipi di log è che è possibile registrarlo anche attraverso il tubaggio in acciaio che riveste i pozzi e il cemento presente alle spalle del tubaggio, questo in quanto sebbene il cemento e l'acciaio assorbano parte delle radiazioni gamma, le rimanenti che viaggiano attraverso l'acciaio e il cemento e raggiungono lo strumento consentono un utilizzo almeno qualitative della curva registrata.

## Interpretazione geologica del GR
Per comprendere ed interpretare questo log occorre conoscere la geochimica degli elementi radioattivi.
In natura le radiazioni emesse spontaneamente e continuamente dalle rocce dipendono dalla presenza degli isotopi radioattivi entro i minerali che compongono la roccia. Per utilizzare il GR si considerano i tre più diffusi elementi radioattivi con le loro rispettive famiglie di decadimento: potassio, torio e uranio.
La registrazione GR più semplice, e maggiormente utilizzata, registra i valori della radiazione totale e quindi non permette di distinguere e quantizzare la presenza di questi tre isotopi radioattivi, per distinguere e quantizzare ciò è stato sviluppato e viene impiegato uno strumento più complesso, lo Spectral Gamma Ray.
Il GR viene considerato un log litologico, in quanto nella maggioranza delle sue applicazioni in rocce sedimentarie permette di discriminare fra argille e arenarie o fra argille e calcari. Quasi tutte le argille contengono il potassio come parte degli atomi del loro reticolo cristallino e tendono ad assorbire anche l'uranio e il torio, quindi presentano alti valori di GR, mentre le sabbie e le arenarie, soprattutto se mature e costituite prevalentemente da granuli di quarzo presentano bassi valori di GR, ugualmente i calcari costituiti da calcite e le dolomie costituite da dolomite solitamente contengono pochi elementi radiaottivi e quindi anch'esse mostrano bassi valori di GR.
In alcuni casi anche le rocce non argillose hanno anche livelli elevati di radiazioni gamma. L'arenaria può contenere mineralizzazione dell'uranio, oppure minerali pesanti ricchi in Uranio o Torio, le arenarie immature abbondano di minerali detritici come il feldspato ricchi in potassio, miche, elevata radioattività è misurabile anche nel caso di arenarie glauconitiche, essendo la glauconite ricca in potassio. Poiché l'uranio ha una tendenza a fissarsi nella materia organica, il carbone e la dolomite derivante dalla diagenesi di rocce carbonatiche biocostruite, possono contenere uranio assorbito; per la medesima ragione risultano radioattive anche le rocce madri e i sedimenti ricchi in fosfati naturali. I depositi evaporitici possono essere costituiti da particolari minerali di potassio come carnallite, altrimenti sono caratterizzati da livelli minimi di radioattività. Un'altra situazione con elevati valori di radioattività si può ritrovare in presenza di fratture naturali che sono o sono state soggette a circolazione di acque sotterranee, in quanto queste possono contenere ioni di uranio, essendo questo un elemento facilmente solubile, uranio che si può depositare assieme alla calcite cementante le fratture. In tutti questi casi, la registrazione dello Spectral Gamma Ray può essere utilizzata per identificare la causa di queste radioattività

## Spectral Gamma Ray

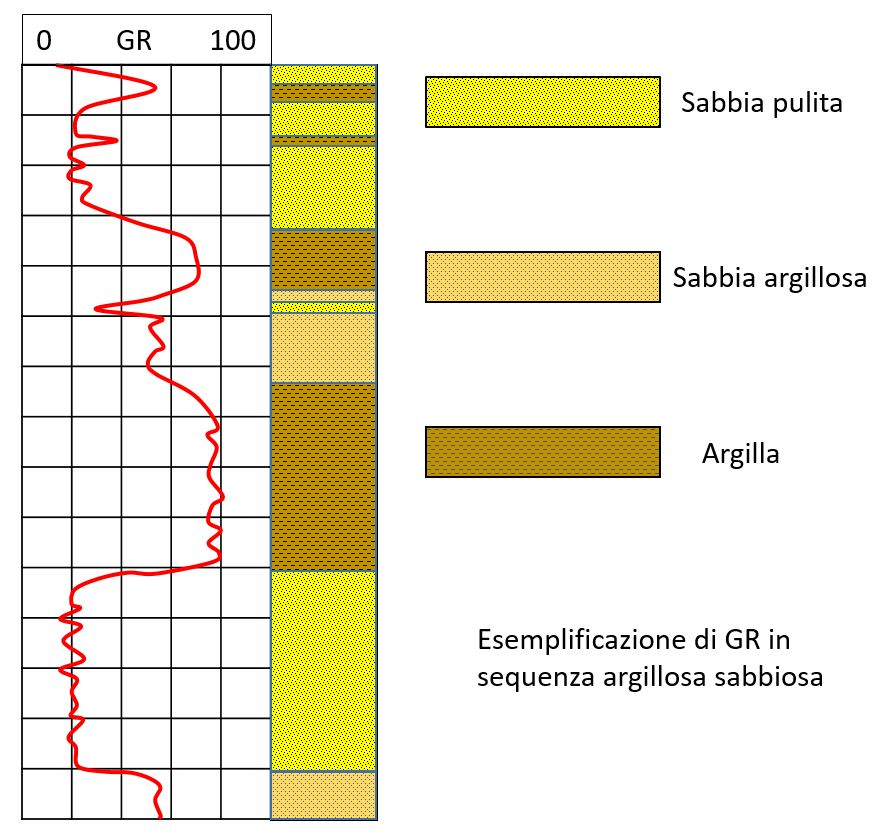
Interpretazione litologica curva di GR

La tecnica Spectral Gamma Ray (o Natural Gamma Ray) si basa sulla registrazione dello spettro di radioattività, ossia, il numero e l'energia, dei raggi gamma emessi come radioattività naturale dalla formazione. 
Ci sono tre fonti di radioattività naturale nella Terra: e sono gli isotopi 40K, 232Th e 238U, capostipiti delle famiglie di decadimento del potassio, torio e uranio. Questi isotopi radioattivi emettono raggi gamma che presentano livelli energetici specifici per ognuna delle tre famiglie.
La caratteristica gamma raggi gamma associata a ciascun componente:
- Potassio: energia raggi gamma 1,46 MeV
- Serie del torio: energia del raggio gamma 2,61 MeV
- Serie Uranio-Radio: energia raggi gamma 1,76 MeV

La quantità e l'energia di ogni raggi gamma può essere misurata con uno scintillometro . Un log di spettroscopia a raggi gamma naturali viene generalmente presentato con una curva di GR totale e altre curve che forniscono la frazione calcolata in peso del potassio (%), del torio (ppm) e dell'uranio (ppm) nella roccia. Gli standard primari per tarare queste registrazioni sono materiali con quantità note in peso dei tre isotopi.
I log di spettroscopia a raggi gamma naturali sono stati introdotti nei primi anni settanta, anche se sono stati studiati dagli anni cinquanta.
Utilizzo particolari di Spectral Gamma Ray è l'identificazione di tipi specifici di argilla, come Kaolinite o Illite, interpretazione ambientale di depositi argillosi come di Kaolinite, derivante dall'alterazione di feldspato in terreni tropicali mediante lisciviazione naturale del potassio; basse letture di potassio possono indicare la presenza di paleosoli.